# Зимняя Универсиада 1985
Зимняя Универсиада 1985 — XII зимняя Универсиада. Проводилась в итальянском городе Беллуно в 1985 году. Участвовало 538 спортсменов (381 мужчина и 157 женщин) и 306 официальных лиц из 29 стран.

## Медали
| Место | Страна       | Золото | Серебро | Бронза | Всего |
| 1     | СССР         | 7      | 3       | 4      | 14    |
| 2     | Канада       | 6      | 5       | 8      | 19    |
| 3     | Чехословакия | 4      | 3       | 2      | 9     |
| 4     | Италия       | 3      | 6       | 5      | 14    |
| 5     | США          | 3      | 6       | 2      | 11    |
| 6     | Югославия    | 1      | 2       | 0      | 3     |
| 7     | ФРГ          | 1      | 1       | 0      | 2     |
| 8     | Австралия    | 1      | 1       | 0      | 2     |
| 9     | Испания      | 1      | 0       | 2      | 3     |
| 10    | Япония       | 1      | 0       | 1      | 2     |
| 11    | Нидерланды   | 1      | 0       | 1      | 2     |
| 12    | Франция      | 1      | 0       | 1      | 2     |
| 13    | Польша       | 0      | 3       | 1      | 4     |
| 14    | Болгария     | 0      | 1       | 0      | 1     |
| 15    | Финляндия    | 0      | 0       | 2      | 2     |
| 16    | Австрия      | 0      | 0       | 1      | 1     |
| 17    | Швейцария    | 0      | 0       | 1      | 1     |

## Страны-участницы
- Австралия (8)
- Австрия (17)
- Бельгия (3)
- Болгария (13)
- Великобритания (5)
- Венгрия (3)
- Исландия (3)
- Испания (8)
- Италия (65)
- Канада (29)
- Китай (42)
- Ливан (9)
- Мексика (1)
- Нидерланды (2)
- Новая Зеландия (1)
- Польша (11)
- СССР (61)
- США (48)
- Турция (2)
- Финляндия (32)
- Франция (8)
- ФРГ (16)
- Чехословакия (37)
- Швейцария (21)
- Швеция (2)
- Югославия (14)
- Южная Корея (34)
- Япония (43)

## Результаты соревнований

### Горнолыжный спорт
Мужчины
| Дисциплина        | Золото                       | Серебро                          | Бронза                             |
| Скоростной спуск  | Игор Чиголла Италия 1:51,13  | Йенс Динзер ФРГ 1:52,90          | Ивано Марцола Италия 1:52,99       |
| Гигантский слалом | Юре Франко Югославия 2:28,00 | Борис Стрел Югославия 2:28,17    | Карлос Сальвадорес Испания 2:28,63 |
| Слалом            | Марко Тонацци Италия 1:44,37 | Петр Попангелов Болгария 1:44,51 | Карло Джероза Италия 1:44,85       |

Женщины
| Дисциплина        | Золото                                      | Серебро                                       | Бронза                                          |
| Скоростной спуск  | Ольга Харватова Чехословакия 1:17,83        | Яна Гантнерова-Шолтысова Чехословакия 1:18,26 | Бланка Фернандес Очоа Испания 1:19,09           |
| Гигантский слалом | Бланка Фернандес Очоа Испания               | Даниэла Дзини Италия                          | Ольга Харватова Чехословакия                    |
| Слалом            | Надя Бонфини Италия 1:14,04 (37,85 + 36,19) | Дорота Тлалка Польша 1:14,58 (37,99 + 36,59)  | Малгожата Тлалка Польша 1:14,65 (38,30 + 36,35) |

### Лыжное двоеборье
| Дисциплина | Золото       | Серебро              | Бронза       |
| ---------- | ------------ | -------------------- | ------------ |
|            | Томас Мюллер | Александр Просвирнин | Хироки Утида |

### Лыжные гонки
Мужчины
| Дисциплина                | Золото           | Золото   | Серебро            | Серебро  | Бронза             | Бронза   |
| ------------------------- | ---------------- | -------- | ------------------ | -------- | ------------------ | -------- |
| 15 км классическим стилем | Владимир Никитин | 35:35,50 | Сильвано Барко     | 35:49,52 | Алексей Прокуроров | 35:51,60 |
| 30 км классическим стилем | Владимир Никитин | 1:12:42  | Алексей Прокуроров |          | Сильвано Барко     |          |
| Эстафета 4 x 10 км        | СССР             |          | Италия             |          | Канада             |          |

Женщины
| Дисциплина                | Золото                                                       | Золото   | Серебро            | Серебро  | Бронза         | Бронза   |
| ------------------------- | ------------------------------------------------------------ | -------- | ------------------ | -------- | -------------- | -------- |
| 5 км классическим стилем  | Наталья Фурлетова                                            | 14:27,00 | Гуидина Даль Сассо | 14:39,80 | Юлия Степанова | 14:51,00 |
| 10 км классическим стилем | Наталья Фурлетова                                            | 27:12    | Гуидина Даль Сассо |          | Юлия Степанова |          |
| Эстафета 3 x 5 км         | Чехословакия Зора Кепенёва Лудмила Клингерова Дагмар Швубова | 46:46,3  | Польша             |          | Финляндия      |          |

### Прыжки на лыжах с трамплина
| Дисциплина          | Золото     | Серебро      | Бронза      |
| ------------------- | ---------- | ------------ | ----------- |
| Нормальный трамплин | Иржи Малец | Иван Шиндлер | Инго Лессер |

### Фигурное катание
| Дисциплина                | Золото                          | Серебро                                | Бронза                                |
| ------------------------- | ------------------------------- | -------------------------------------- | ------------------------------------- |
| Мужское одиночное катание | Чжан Шубинь                     | Роберт Розенблат                       | Дэвид Джеймисон                       |
| Женское одиночное катание | Дзюри Одзава                    | Дебби Уоллс                            | Дебора Такер                          |
| Парное катание            | США Сэнди Юртюбиз Крейг Мауризи | СССР Юлия Быстрова Александр Тарасов   | СССР Светлана Французова Олег Горшков |
| Танцы на льду             | СССР Майя Усова Игорь Завозин   | Чехословакия Йиндра Гола Кароль Фолтан | Австрия Катрин Бек Кристофф Бек       |

### Шорт-трек
Мужчины
| Дисциплина  | Золото                      | Серебро             | Бронза                      |
| 500 метров  | Луи Гренье Франция          | Дэнни Ках Австралия | Чарльз Велдховен Нидерланды |
| 1000 метров | Чарльз Велдховен Нидерланды | Луи Гренье Франция  | Ги Деньо Канада             |
| 1500 метров | Ги Деньо Канада             | Луи Гренье Франция  | Мишель Деньо Канада         |
| 5000 метров | Дэнни Ках Австралия         | Луи Гренье Франция  | Мишель Деньо Канада         |

Женщины
| Дисциплина  | Золото              | Серебро                | Бронза                  |
| 500 метров  | Бекки Мэйн США      | Сьюзан Ош Канада       | Мариз Перро Канада      |
| 1000 метров | Сьюзан Ош Канада    | Лидия Роза Стефанс США | Шанталь Коте Канада     |
| 1500 метров | Бекки Мэйн США      | Мариз Перро Канада     | Мари-Жозе Мартин Канада |
| 3000 метров | Хуаньли Чжань Китай | Лидия Роза Стефанс США | Сьюзан Ош Канада        |

### Хоккей
Турнир проходил в Беллуно и Фельтре.
| Золото | Серебро | Бронза |
| СССР Герман Волгин Сергей Вологжанин Сергей Востриков Анатолий Доника Павел Езовских Андрей Иващенко Константин Курашев Игорь Лукиянов Александр Лысенков Сергей Молчанов Сергей Немчинов Юрий Никитин Сергей Новосёлов Сергей Селянин Александр Семак Павел Торгаев Александр Фаткуллин Сергей Фокин Равиль Хайдаров Юрий Хмылёв Александр Черных Валерий Ширяев тренеры Николай Карпов Б. Бабич | Чехословакия Адольф Безноска Ладислав Блажек Петр Бржиза Франтишек Виммер Иржи Возак Зденек Войта Милан Вольф Иван Есенский Зденек Зима Иржи Йонак Милан Крал Яромир Латал Радек Новак Ярослав Паржизек Франтишек Поспишил Петр Прайслер Карел Соудек Лудек Стеглик Ян Тлачил Людек Чайка Павел Штайнц Милан Эберле Ян Яшко тренеры Ян Старши Иржи Юстра | Финляндия Матти Алатало Арт Блумквист Рейма Кайя Юрьё Кангас Пекка Келкка Юкка Коркиакоски Ян Кохре Эса Кюллёнен Пекка Лумела Матти Мерра Паси Мустонен Харри Таммируусу Пекка Тапани Паси Туохимаа Ристо Уутту Олли Хейнонен Илкка Хуура Матти Эстола Юкка Ялонен |